# Ophiosphalma properum
Ophiosphalma properum är en ormstjärneart som först beskrevs av Jean Baptiste François René Koehler 1904.  Ophiosphalma properum ingår i släktet Ophiosphalma och familjen fransormstjärnor. Inga underarter finns listade i Catalogue of Life.